# Новосибирский областной кожно-венерологический диспансер
Новосибирский областной клинический кожно-венерологический диспансер — лечебно-профилактическое медицинское учреждение, расположенное в Новосибирске. Основан в 1923 году.

## История
В октябре 1923 года вышел приказ Новониколаевского губернского отдела здравоохранения об организации  вендиспансера.
В 1924 году учреждение посетил Н. Н. Семашко, народный комиссар здравоохранения.
В 1925 году в докладе руководителя союзной венерологической организации В. М. Броннера на II Всесоюзном съезде в Харькове Новониколаевский вендиспансер получил высокую оценку.
С 1928 по 1942 год при диспансере действовал трудовой профилакторий с помещениями для расселения лиц без определённого места жительства, проституток и мастерскими (чулочная, одеяльная, пошивочная).
В 1929 году создан первый пункт для индивидуальной профилактики венерических болезней.
В 1938 году медицинское учреждение реорганизовано в областной диспансер.
В 1952 году был открыт стационар на 40 коек, оборудован рентгеновский кабинет.
В 1953 году появляется микологический кабинет с функциями проведения культурной диагностики микозов.
До 1965 года в стационарное отделение принимались пациенты как с кожными, так и с венерическими болезнями. В 1965—1970 годах учреждение действует как микологический стационар.
В 1970 году из-за высокого уровня заболеваемости сифилисом диспансер был преобразован в венерологический.
В 1978 году при учреждении была создана одна из первых в Советском Союзе оперативная группа розыска и доставки для обследования и лечения уклонявшихся лиц, а также лиц контактировавших с венбольными.

## Консультанты диспансера
- А. А. Боголепов (1931—1941), профессор, заслуженный деятель науки, основатель Сибирской школы дерматовенерологов.
- А. Н. Аравийский (1945—1951), знаменитый врач, внёсший большой вклад в микологию.

## Руководители
- И. М. Порудоминский (1920—1922), доктор медицинских наук, профессор
- Д. А. Лапышев (1929—1966), заслуженный врач РСФСР
- О. А. Богачёва (1966—1990)
- Я. К. Липс (1990—?), заслуженный врач РФ
- В. В. Онипченко